# Liga Femenina 2 de baloncesto 2019-20
La Liga Femenina 2 de baloncesto 2019-20 fue la 19.ª temporada de la segunda máxima competición de clubes femeninos de baloncesto en España organizada por la Federación Española de Baloncesto. 

## Formato
- Liga regular: participaron 28 equipos, divididos en dos grupos de catorce equipos cada uno. En cada grupo jugarían todos contra todos en partidos de ida/vuelta en 26 jornadas.
- Fase final: los cuatro primeros de ambos grupos disputarían en una misma sede la fase de ascenso a Liga Femenina, en dos grupos de cuatro equipos, dos del grupo A y 2 del grupo B según el orden de clasificación. Los dos mejores de cada grupo pasarían a las semifinales. El ganador de cada una de ellas ascendería deportivamente a Liga Femenina.
- Los dos últimos clasificados en la liga regular en cada grupo descenderían a Primera División Femenina.

## Equipos por comunidad autónoma

### Grupo A
| Comunidad autónoma  | N.º | Equipos |
| ------------------- | --- | --- |
| Comunidad de Madrid | 5   | Sinergia Real Canoe NC (Madrid) Laboratorios Ynsadiet Leganés (Leganés) Pacisa Alcobendas (Alcobendas) Aedas Homes CB Pozuelo UFV (Pozuelo de Alarcón) Movistar Estudiantes (Madrid) |
| Galicia             | 4   | Celta Zorka Recalvi (Vigo) AD Cortegada (Villagarcía de Arosa) Baxi Ferrol (Ferrol) CB Arxil (Pontevedra)                                                                            |
| País Vasco          | 3   | Gdko Ibaizabal (Galdácano) HGB Ausarta Barakaldo EST (Baracaldo) Añares Rioja ISB (Azpeitia)                                                                                         |
| Asturias            | 1   | Agrupación Deportiva Baloncesto Avilés (Avilés) |
| Castilla y León     | 1   | Patatas Hijolusa (León) |

### Grupo B
| Comunidad autónoma   | N.º | Equipos |
| -------------------- | --- | --- |
| Cataluña             | 6   | Barça CBS (Sant Feliú de Llobregat) Lima-Horta Barcelona (Barcelona) Citylift GEiEG Unigirona (Gerona) Advisoria Boet Mataró (Mataró) Snatt's Femení Sant Adrià (San Adrián de Besós) Segle XXI (Barcelona) |
| Andalucía            | 3   | ISE CB Almería (Almería) Grupo Hafesa RACA Granada (Granada) Unicaja (Málaga) |
| Canarias             | 2   | Spar Gran Canaria (Las Palmas de Gran Canaria) Magec Tías Contra Violencia Género (Tías) |
| Comunidad Valenciana | 1   | Picken Claret (Valencia) |
| Región de Murcia     | 1   | UCAM Primafrío (Alcantarilla) |
| Navarra              | 1   | Osés Construcción Ardoi (Zizur Mayor) |

## Primera fase

### Grupo A
| | Equipo                                 | J  | G  | P  | PF   | PC   | Puntos | Racha |
| --- | -------------------------------------- | -- | -- | -- | ---- | ---- | ------ | ----- |
| 1 | Movistar Estudiantes                   | 22 | 21 | 1  | 1733 | 1240 | 43     | +20   |
| 2 | Baxi Ferrol                            | 21 | 16 | 5  | 1643 | 1242 | 37     | +1    |
| 3 | Gdko Ibaizabal                         | 21 | 16 | 5  | 1480 | 1336 | 37     | +5    |
| 4 | Pacisa Alcobendas                      | 22 | 15 | 7  | 1612 | 1365 | 37     | -1    |
| 5 | Laboratorios Ynsadiet Leganés          | 21 | 14 | 7  | 1483 | 1391 | 35     | +3    |
| 6 | Sinergia Real Canoe NC                 | 21 | 14 | 7  | 1519 | 1412 | 35     | -1    |
| 7 | RC Celta Zorka                         | 21 | 12 | 9  | 1436 | 1301 | 33     | -3    |
| 8 | Patatas Hijolusa                       | 21 | 12 | 9  | 1425 | 1362 | 33     | +2    |
| 9 | Añares Rioja ISB                       | 21 | 8  | 13 | 1474 | 1555 | 29     | -2    |
| 10 | HGB Ausarta Barakaldo EST              | 21 | 7  | 14 | 1279 | 1500 | 28     | -2    |
| 11 | CB Arxil                               | 21 | 6  | 15 | 1248 | 1463 | 27     | -1    |
| 12 | AD Cortegada                           | 21 | 4  | 17 | 1268 | 1567 | 25     | -9    |
| 13 | Agrupación Deportiva Baloncesto Avilés | 21 | 3  | 18 | 1182 | 1547 | 24     | +1    |
| 14 | Aedas Homes CB Pozuelo UFV             | 21 | 0  | 21 | 1011 | 1512 | 21     | -21   |
| Fuente: Federación Española de Baloncesto: Clasificación de la Liga Femenina 2 - Grupo A; actualización automática |                                        |    |    |    |      |      |        |       |

### Grupo B
| | Equipo                             | J  | G  | P  | PF   | PC   | Puntos | Racha |
| --- | ---------------------------------- | -- | -- | -- | ---- | ---- | ------ | ----- |
| 1 | Snatt's Femení Sant Adrià          | 21 | 17 | 4  | 1433 | 1167 | 38     | -1    |
| 2 | Osés Construcción Ardoi            | 21 | 17 | 4  | 1348 | 1148 | 38     | +5    |
| 3 | Spar Gran Canaria                  | 20 | 16 | 4  | 1556 | 1283 | 36     | +4    |
| 4 | Unicaja                            | 21 | 15 | 6  | 1408 | 1359 | 36     | +6    |
| 5 | Lima-Horta Barcelona               | 21 | 12 | 9  | 1346 | 1318 | 33     | -2    |
| 6 | Barça CBS                          | 21 | 11 | 10 | 1315 | 1230 | 32     | -3    |
| 7 | ISE CB Almería                     | 21 | 11 | 10 | 1291 | 1268 | 32     | +3    |
| 8 | Citylift GEiEG Unigirona           | 21 | 9  | 12 | 1133 | 1151 | 30     | -4    |
| 9 | UCAM Primafrío                     | 21 | 8  | 13 | 1275 | 1377 | 29     | -5    |
| 10 | Grupo Hafesa RACA Granada          | 20 | 8  | 12 | 1256 | 1264 | 28     | +2    |
| 11 | Segle XXI                          | 21 | 7  | 14 | 1221 | 1370 | 28     | +1    |
| 12 | Advisoria Boet Mataró              | 21 | 6  | 15 | 1159 | 1343 | 27     | +1    |
| 13 | Picken Claret                      | 21 | 5  | 16 | 1247 | 1448 | 26     | -4    |
| 14 | Magec Tías Contra Violencia Género | 21 | 4  | 17 | 1278 | 1540 | 25     | -1    |
| Fuente: Federación Española de Baloncesto: Clasificación de la Liga Femenina 2 - Grupo B; actualización automática |                                    |    |    |    |      |      |        |       |

La competición se suspendió en marzo de 2020, tras 21 jornadas de Liga regular, por la Pandemia de Covid-19.

## Fase de ascenso
Todos los partidos se juegan en una misma sede, a ser designada por la Federación Española de Baloncesto.

### Fase de grupos

#### Grupo 1
|                                                    | Equipo | J | G | P | PF | PC | Puntos | Racha |
| -------------------------------------------------- | ------ | - | - | - | -- | -- | ------ | ----- |
| 1                                                  | A1     |   |   |   |    |    |        |       |
| 2                                                  | B2     |   |   |   |    |    |        |       |
| 3                                                  | B3     |   |   |   |    |    |        |       |
| 4                                                  | A4     |   |   |   |    |    |        |       |
| Fuente: FEB; pendiente de actualización automática |        |   |   |   |    |    |        |       |

#### Grupo 2
|                                                    | Equipo | J | G | P | PF | PC | Puntos | Racha |
| -------------------------------------------------- | ------ | - | - | - | -- | -- | ------ | ----- |
| 1                                                  | B1     |   |   |   |    |    |        |       |
| 2                                                  | A2     |   |   |   |    |    |        |       |
| 3                                                  | A3     |   |   |   |    |    |        |       |
| 4                                                  | B4     |   |   |   |    |    |        |       |
| Fuente: FEB; pendiente de actualización automática |        |   |   |   |    |    |        |       |

### Play-Offs
| Equipo 1   | Resultado | Equipo 2   |
| ---------- | --------- | ---------- |
| 1º Grupo 1 |           | 2º Grupo 2 |
| 1º Grupo 2 |           | 2º Grupo 1 |

#### Ascendidos a laLiga Femenina
| Bandera de ?        | Bandera de ?        |
| Ganador Partido 1   | Ganador Partido 2   |
| Ascendido: --/--/20 | Ascendido: --/--/20 |

## Postemporada
Ascendieron a Liga Femenina:
- Movistar Estudiantes.
- Spar Gran Canaria.[1]

Descendieron de Liga Femenina:
- No hubo descensos.

Descendieron a Primera División Fem:
- No hubo descensos.

Renunció a la Liga Femenina 2:
- Patatas Hijolusa.

Ascendieron desde Primera División Fem:
- Maristas Coruña.
- Ulla Oil Rosalía.
- NB Paterna Proyecto Lázarus.
- Fustecma Nou Bàsquet Femení.
- Extremadura Miralvalle Plasencia.
- Unilever BF Viladecans.
- Club Joventut Badalona.
- Germans Homs-UE Mataró-Femení Maresme.
- Basket Almeda.
- Anagan Stadium Casablanca.
- Azulejos Moncayo Helios.
- CB Andratx - Edbaser.
- CAB Estepona.
- Tecnigen Baloncesto Sevilla Femenino.
- Melilla Sport Capital La Salle.
- Vega Lagunera Adareva Tenerife.

La Liga Femenina 2 se ampliaría a 42 equipos en la siguiente temporada.

## Galardones

### Jugadora de la jornada
| Jornada | Jugadora             | Equipo                        | Val. | Ref    |
| ------- | -------------------- | ----------------------------- | ---- | ------ |
| 1       | Jaisa Nunn           | Añares Rioja ISB              | 36   | [ 2 ]  |
| 1       | Andrea Boquete       | Patatas Hijolusa              | 36   | [ 2 ]  |
| 1       | Alina Hartmann       | Advisoria Boet Mataró         | 36   | [ 2 ]  |
| 2       | Jessica Fequiere     | Añares Rioja ISB (2)          | 35   | [ 3 ]  |
| 3       | Leslie Knight        | Movistar Estudiantes          | 43   | [ 4 ]  |
| 4       | Marta Miscenko       | Gdko Ibaizabal                | 42   | [ 5 ]  |
| 5       | Jessica Fequiere (2) | Añares Rioja ISB (3)          | 39   | [ 6 ]  |
| 6       | Jaisa Nunn (2)       | Añares Rioja ISB (4)          | 44   | [ 7 ]  |
| 7       | Gracia Alonso        | Movistar Estudiantes (2)      | 36   | [ 8 ]  |
| 8       | Amaya Gastaminza     | Osés Construcción Ardoi       | 37   | [ 9 ]  |
| 9       | Spakle Taylor        | Spar Gran Canaria             | 30   | [ 10 ] |
| 10      | Jaisa Nunn (2)       | Añares Rioja ISB (5)          | 39   | [ 11 ] |
| 10      | Geralynn Leaupepe    | HGB Ausarta Barakaldo EST     | 39   | [ 11 ] |
| 11      | Verdina Warner       | Grupo Hafesa RACA Granada     | 33   | [ 12 ] |
| 12      | Sika Koné            | Spar Gran Canaria (2)         | 43   | [ 13 ] |
| 13      | Kristina Rakovic     | Laboratorios Ynsadiet Leganés | 40   | [ 14 ] |
| 14      | Sika Koné (2)        | Spar Gran Canaria (3)         | 35   | [ 15 ] |
| 15      | Sika Koné (3)        | Spar Gran Canaria (4)         | 37   | [ 16 ] |
| 16      | Macarena Roldán      | Sinergia Real Canoe NC        | 37   | [ 17 ] |
| 17      | Verónica Matoso      | Unicaja                       | 35   | [ 18 ] |
| 18      | Sika Koné (4)        | Spar Gran Canaria (5)         | 43   | [ 19 ] |
| 19      | Spakle Taylor (2)    | Spar Gran Canaria (6)         | 40   | [ 20 ] |
| 20      | Andrea Boquete (2)   | Patatas Hijolusa (2)          | 46   | [ 21 ] |
| 21      | Marta Suarez         | Segle XXI                     | 38   | [ 22 ] |